# Ottorino Gurgo
Ottorino Gurgo (Napoli, 23 novembre 1940) è un giornalista e saggista italiano.

## Biografia
Discendente di un'antica famiglia aristocratica napoletana, è stato per dieci anni notista politico de Il Giornale, al fianco di Indro Montanelli e quindi capo della redazione romana del quotidiano Il Mattino, direttore del Roma di Napoli, editorialista del Giorno e de L'Informazione. Ha condotto per alcuni anni la rubrica di commenti politici del GR2, Il Punto.
Autore di numerosi saggi (tra i quali "Vietnam controrapporto", "Perché i Kennedy muoiono", "Sciascia", "L'illuminista cristiano"), ha curato per l'editore Pironti di Napoli un'antologia del pensiero di Lev Trotsky ("Burocrati e saltimbanchi, siete il veleno della sinistra") e ha scritto le biografie di Celestino V, di Ponzio Pilato (Collana grandi biografie della divisione fascicoli della Rizzoli-Corriere della sera), e, con Francesco de Core, la biografia di Ignazio Silone. Sempre con De Core ha pubblicato, per i tipi de l'ancora del mediterraneo,  Silone, un alfabeto.
Nel 2005 ha pubblicato, con l'Editore Guida  “Lazzari, una storia napoletana. Con lo stesso editore ha pubblicato, nel 2007, il libro "Ammazziamo Pulcinella!". Nel 2010 ha pubblicato, con Arduino Sacco Editore, "Napoli si salva così, A colloquio con Masaniello" e, nel 2014, con la Casa editrice Leucotea, "La congiura, storia di un golpe fallito nell'antica Roma". Sempre con le Edizioni Leucotea, nel 2015 ha pubblicato "Yeshùa, il prima e il dopo", con cui ha vinto il Premio speciale Città di Pontremoli, V edizione (2016), per il romanzo storico edito. Con la Leucotea ha pubblicato anche, nel 2016, "Marta e il Maestro -dietro il sipario", dedicato a Marta Abba e Luigi Pirandello e,  successivamente, "La verità - Sciascia e Pirandello, un dialogo immaginario". Ha quindi pubblicato con Porto seguro editore, "Quella calda notte di luglio (Come Mussolini destituì se stesso)". Nel 2023 ha pubblicato com Rossini Editore "Il caso Giuda iscariota".Vive a Roma.

## Opere
- "Vietnam controrapporto", edizioni dell'agenzia Oriente
- "Perché i Kennedy muoiono",Trevi Editore
- "Sciascia", l'illuminista cristiano, Edizioni della Fondazione Silone
- "Burocrati e saltimbanchi, siete il veleno della sinistra"
- "Celestino V, il fascino e le ragioni del gran rifiuto al potere", De Agostini
- "Pilato, l'uomo personaggio oltre lo stereotipo", Rusconi
- "Silone, l'avventura di un uomo libero", Marsilio
- "Silone, un alfabeto", L'Ancora del Mediterraneo
- "Lazzari, una storia napoletana", Guida
- "Ammazziamo Pulcinella!", Guida
- "Napoli si salva così - A colloquio con Masaniello", Arduino Sacco editore
- "La congiura, storia di un golpe fallito nell'antica Roma", Edizioni Leucotea"
- "Yeshùa, il prima e il dopo", Edizioni Leucotea
- "Marta e il maestro - Dietro il sipario", Edizioni Leucotea
- "La verità - Sciascia e Pirandello, un dialogo immaginario", Edizioni Leucotea
- "Quella calda notte di Luglio ", Porto seguro editore

."Il caso Giuda iscariota" Rossini Editore